# Augustine Eguavoen
Augustine Owen Eguavoen (* 19. August 1965 in Sapele, Delta) ist ein ehemaliger nigerianischer Fußballspieler und heutiger -trainer. Er gewann als Spieler die Fußball-Afrikameisterschaft 1994 und wurde als Trainer Dritter beim Afrika-Cup 2006.

## Spielerkarriere

### Vereine
Eguavoen begann seine Spielerkarriere im Seniorenbereich in Nigeria bei ACB Lagos. 1986 wechselte er nach Europa, wo er insgesamt achteinhalb Jahre in Belgien für KAA Gent und KV Kortrijk spielte. Für die zweite Hälfte der Saison 1994/95 wurde er an den spanischen Zweitligisten CD Ourense ausgeliehen. Nach dem Abstieg der Galicier am Saisonende kehrte er nach Kortrijk zurück.
Am Ende der Saison 1995/96 wechselte er bis zum Jahresende in die United Soccer League zu den Sacramento Scorpions. Die Spielzeiten 1997 und 1998 verbrachte er in Russland bei Torpedo Moskau. 1999 wechselte er nach Malta, wo er für die Sliema Wanderers spielte, in der Saison 2000/01 in Personalunion als Spielertrainer. Dort beendete er 2001 seine aktive Spielerkarriere.

### Nationalmannschaft
Augustine Eguavoen spielte von 1987 bis 1998 für die nigerianische Fußballnationalmannschaft. 1988 war er Teilnehmer am olympischen Fußballturnier und kam in allen drei Partien zum Einsatz. Zudem nahm er an den Afrikameisterschaften 1988 und 1992 teil. Beim Afrika-Cup 1994 feierte er mit dem Gewinn des Turniers den größten Erfolg seiner Spielerkarriere. Durch diesen Sieg war Nigeria als Kontinentalmeister für den König-Fahd-Pokal 1995 qualifiziert. Bei diesem Vorläuferturnier des FIFA-Konföderationen-Pokals verwandelte er als Schütze im Elfmeterschießen im Spiel um den dritten Platz gegen Mexiko seinen Elfmeter zum zwischenzeitlichen 3:2.
Eguavoen wurde bei der ersten Teilnahme Nigerias an der Endrunde einer Weltmeisterschaft in den nigerianischen Kader für die Fußball-Weltmeisterschaft 1994 in den USA berufen. Dort wurde er in den ersten beiden Gruppenspielen gegen Bulgarien und Argentinien sowie im Achtelfinalspiel gegen Italien eingesetzt.
Bei der Weltmeisterschaft 1998 in Frankreich stand er erneut im nigerianischen Aufgebot, kam jedoch nur im letzten Gruppenspiel gegen Paraguay zum Einsatz.

## Trainerkarriere
Nachdem er die Sliema Wanderers als Spielertrainer in der  Saison 2000/01 zur Vizemeisterschaft geführt hatte, kehrte Eguavoen in seine Heimat zurück. Dort trainierte er für kurze Zeit den Klub Bendel Insurance, bevor er die nigerianische U-20-Nationalmannschaft übernahm.
Im Juni 2005 wurde Eguavoen mit seinem Trainerstab, darunter Samson Siasia, Daniel Amokachi und Ike Shorunmu, zum Interimstrainer der nigerianischen Nationalmannschaft ernannt. Beim Afrika-Cup 2006 in Ägypten führte er die Mannschaft in das Halbfinale und beendete das Turnier nach einem Sieg gegen den Senegal als Dritter. Im April desselben Jahres wurde er entlassen.
Nach einem Aufenthalt in Südafrika bei den Black Leopards kehrte er 2008 nach Nigeria zurück, wo er mit dem Enyimba FC 2009 den Nigeria FA Cup gewann.
2010 übernahm Eguavoen interimistisch erneut die nigerianische A-Nationalmannschaft. Gleichzeitig wurde er zum Cheftrainer der nigerianischen U-23-Nationalmannschaft ernannt, mit der er die Qualifikation für die Olympischen Spiele 2012 in London erreichen sollte. Nachdem das Team in der Gruppenphase gescheitert war, trat er am 5. Dezember 2011 von seinem Posten zurück.
In den folgenden Jahren trainierte Eguavoen verschiedene nigerianische Vereinsmannschaften. Im Oktober 2020 ernannte ihn der nigerianische Fußballverband zum Technischen Direktor.
Am 12. Dezember 2021 übernahm Eguavoen kurz vor Beginn des Afrika-Cups 2022 nach der Entlassung von Gernot Rohr erneut die Nationalmannschaft. Nach dem Ausscheiden im Achtelfinale gegen Tunesien kehrte er auf seine Position als Technischer Direktor zurück.

## Erfolge
Als Spieler:
- Fußball-Afrikameisterschaft: 1994

Als Trainer:
- Nigeria FA Cup: 2009